# Hoós János (zeneszerző)
Hoós János (Sárvár, 1858. május 11. – Temesvár, 1937. január 8.) magyar zeneszerző, zeneíró.

## Életpályája
Középiskolai tanulmányait Keszthelyen, Szombathelyen és Győrött végezte, zenei tanulmányait a budapesti Nemzeti Zenedében és tanítóképzőben fejezte be. 1879-től Baróton, 1883-tól Déván, 1893-tól Temesvárt volt tanítóképző intézeti és felsőbb leányiskolai zenetanár. Itt saját zeneiskolát alapított. A Délmagyarországi Dalosszövetség és a temesvári MÁV Dalárda karnagya is volt.
Megzenésítette Jakab Ödön, Endrődi Sándor, Pósa Lajos, Szabolcska Mihály, Kiss József, Draskóczy Ilma verseit. Több mint száz nótát és műdalt szerzett, a szövegek egy részét maga írta. Zenét szerzett népszínművekhez (Géczi István: Leszámolás, Jakab Ödön: Szegény Radóné, Galambodi Sándor, Makróczy János: A Forgács leányok), Putifárné című operettjét a század elején Kolozsvárt mutatták be. Szerkesztette a Mária-Kert című zenei szaklapot (1915–21). Zenetörténeti, zeneesztétikai cikkeit a Temesvári Hírlap és a Temeswarer Zeitung közölte.

## Főbb publikációi
- Eredeti Magyar Daltár (Déva, 1887–1889)
- Dalkönyvecske. Egy és két szólamú eredeti gyermekdalok elemi népiskolák használatára (Déva, 1889; 2. jav. bőv. kiad. Budapest, 1894)
- Iskolai négyes dalok kézikönyve. Négyszólamú kardalok felső nép- és polgári iskolák, valamint nőnövendékek használatára (csak az I. kötet jelent meg; Déva, 1891)
- Mária országa. Mária-dalok két énekhangra zongora vagy harmónium kísérettel (Temesvár–Lipcse–Budapest, ?1928)